# Serra dels Perduts
La Serra dels Perduts és una serra al municipi de la Bisbal d'Empordà (Baix Empordà), amb una elevació màxima de 246,2 metres.
La travessa un corriol que condueix fins a Sant Pol, i que antigament era utilitzat pels masovers i bosquetans que vivien a la zona. El nom de la serra prové del nom que rebia la vila de Sant Pol en l'antiguitat, villare Perductus.